# Rundista

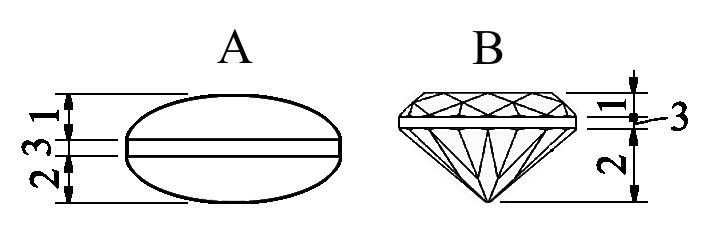
Rundista označená číslem 3

Rundista (rundišek, německy Rundiste, anglicky girdle) je hrana diamantu nebo drahého kamene mezi horním a dolním výbrusem. Vede po celém obvodu kamene, je to oblast, kde má diamant největší průměr. Nachází se na všech fasetových výbrusech. Je tam především proto, aby se při zasazování neoštípaly hrany a kámen pevně držel na místě. Rundista také zvyšuje brilianci, protože světlo neuniká z fasování. Správný rozměr je 1 až 2 % z celkové výšky diamantu. Bývá hrubě broušená nebo fasetová, někdy může být i leštěná. Občas se na ní nachází až 4 naturals – zbytky původních krystalových ploch.